# Bauerago abstrusa
Bauerago abstrusa är en svampart som först beskrevs av Malençon, och fick sitt nu gällande namn av Vánky 1999. Bauerago abstrusa ingår i släktet Bauerago och familjen Microbotryaceae.   Inga underarter finns listade i Catalogue of Life.